# Laat-Romeinse leger

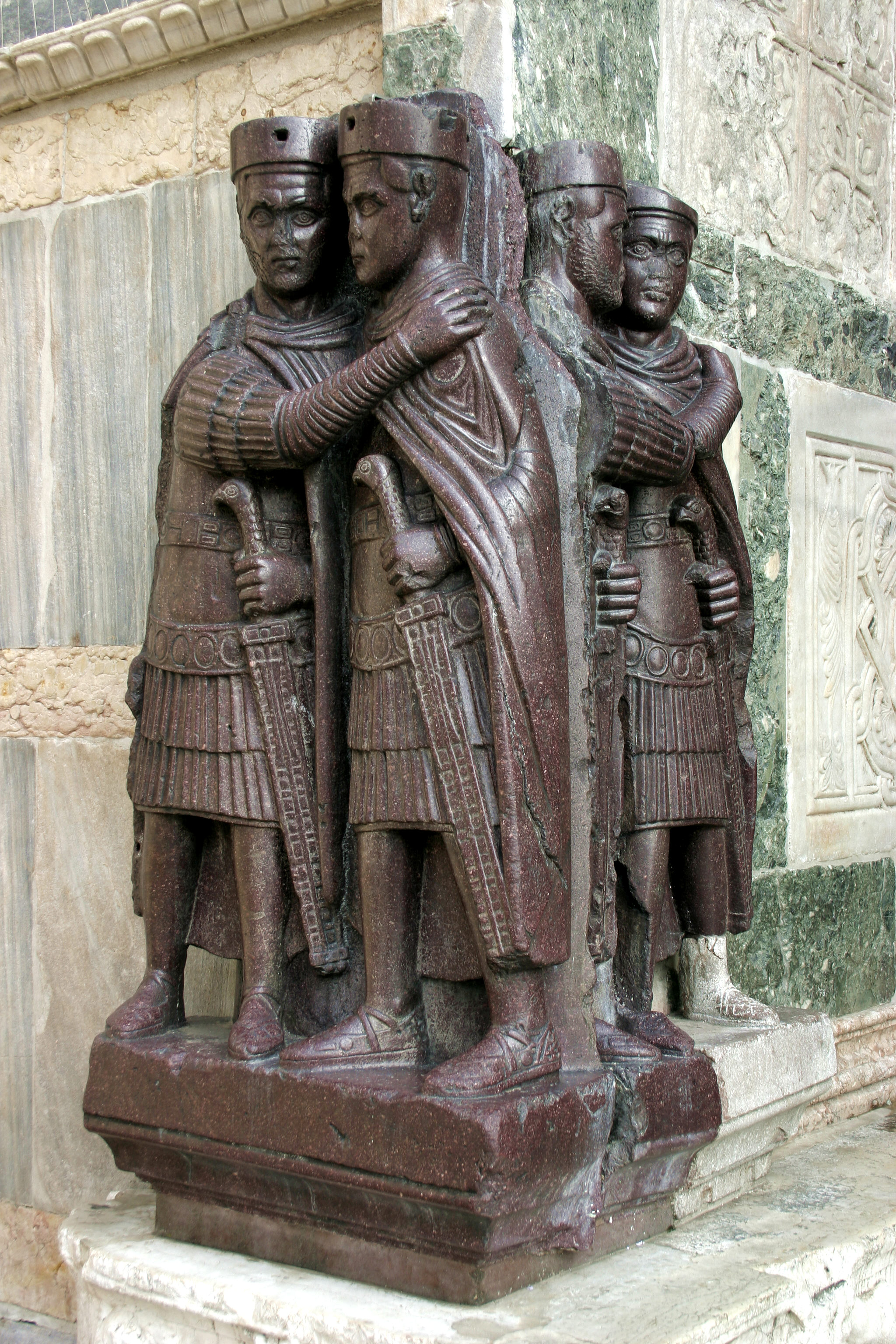
De Tetrarchen, een porfieren standbeeld op de Basilica di San Marco van Venetië, toont keizer Diocletianus en zijn drie keizerlijke collega's. Links staan Diocletianus en Maximianus, de twee Augusti (co-keizers); rechts staan Galerius en Constantius Chlorus, de twee Caesars (plaatsvervangende keizers). Let op de wollen "Pannonische" mutsen die normaal gezien gedragen werden door officieren in het laat-Romeinse leger als resultaat van de invloed van de niet-Romeinse officiersklasse van bij de Donau; en het heft van de zwaarden met zwaardknoppen in de vorm van arendenhoofden.

Volgens moderne historici begint de periode van het laat-Romeinse leger met de troonsbestijging van keizer Diocletianus in het jaar 284, en deze eindigt in 493 met de dood van Odoaker, de laatste opperbevelhebber die keizer Romulus Augustulus afzette en als koning over Italië regeerde.  Tijdens de periode van 395-493 begon het leger van het West-Romeinse Rijk steeds meer uit elkaar te vallen, terwijl haar tegenhanger in het oosten, het Oost-Romeinse leger (of het vroege Byzantijnse leger) grotendeels intact bleef wat betreft de grootte tot aan de heerschappij van Justinianus I (regeerde van 527-565). Niettemin blijkt uit de schaarse bronnen uit de vijfde eeuw waarover we beschikken dat het westelijke leger tot en met de dood van keizer Maiorianus in 461 in de meeste confrontaties nog steeds de bovenliggende partij was. Een uitzondering hierop zijn de overwinningen van Geiserik, de koning van de Vandalen, op de Romeinen.
Het leger van het Romeinse Keizerrijk (30 v.Chr.-284) onderging een significante hervorming als resultaat van de chaotische derde eeuw. In tegenstelling tot het leger van het Principaat was het leger van de vierde eeuw erg afhankelijk van de dienstplicht en de soldaten werden veel minder betaald dan die uit de tweede eeuw. Barbaren van buiten het rijk zorgden waarschijnlijk voor een veel groter deel van het laat-Romeinse leger dan in de legers van de eerste en tweede eeuw, maar er is weinig bewijs dat dit leidde tot slechtere prestaties van het leger.

## Omvang van het leger
De schattingen over de grootte van het leger uit de vierde eeuw verschillen erg van elkaar, want ze gaan van ca. 400.000 man tot meer dan een miljoen soldaten (dat wil zeggen van ongeveer dezelfde grootte als die van het leger van de tweede eeuw tot twee tot drie keer groter). De reden hiervoor is een tekort aan bewijs, in tegenstelling tot het beter gedocumenteerde leger uit de tweede eeuw.
Onder de Tetrarchie werden militaire ambten voor het eerst gescheiden van de administratieve, terwijl tijdens het Principaat de gouverneurs van de provincies ook opperbevelhebber geweest waren van alle militaire eenheden in die provincie.
De grootste verandering in de structuur van het leger was de stichting van grote, escorterende legers (comitatus praesentales), die ongeveer 20-30.000 Paladijnen, de beste troepen van het rijk, bevatten. Deze waren normaal gezien gestationeerd bij de keizerlijke hoofdsteden (Constantinopel in het oosten en Milaan in het westen), waardoor ze ver verwijderd waren van de grenzen van het rijk. De belangrijkste functie van deze legers was om usurpators af te schrikken. Ook dienden deze legers onder leiding van de keizer zelf. De legioenen werden daarnaast gesplitst in kleinere eenheden, vergelijkbaar met de auxilia uit het Principaat. De infanterie diende nu ook eerder als verdedigende eenheid.
De rol van de cavalerie in het laat-Romeinse leger lijkt niet erg veranderd geweest te zijn in vergelijking met de rol die ze vervulden tijdens het Principaat. Het bewijs hiervoor is het feit dat de cavalerie ongeveer even groot in aantal was als in de tweede eeuw, en dat haar tactische rol en prestige gelijkaardig bleef. Echter, de cavalerie van het laat-Romeinse leger werd aangevuld door grote aantallen gespecialiseerde eenheden, zoals de extra zware stootcavalerie (katafrakten en clibanarii) en ruiterboogschutters. Tijdens de vierde eeuw kreeg de cavalerie echter de reputatie onbekwaam en laf te zijn, omwille van hun rol in drie grote veldslagen. In tegenstelling tot de cavalerie behield de infanterie zijn traditionele reputatie als uitmuntende soldaten.

## Ontwikkelingen in de 3e, 4e en 5e eeuw
Tijdens de derde en vierde eeuw werden veel bestaande grensforten versterkt om hen beter verdedigbaar te maken, alsook werden er nieuwe forten met sterkere verdedigingen gebouwd. De interpretatie van deze defensieve neiging heeft gezorgd voor stof voor discussie of het leger nu een terugtrekkende defensieve positie aannam of dat het een positie aannam met de gedachte "aanval is de beste verdediging", zoals in het begin van het Principaat. Veel elementen van het latere legers verdedigingswerken lijken goed op degene die gebruikt werden voor deze laatste tactiek, zoals de locatie van de forten, die erg dicht bij de grens stonden, en geallieerde barbaarse stammen die dienden als bufferstaten. Welke defensieve strategie de Romeinen toepasten, het was duidelijk dat ze minder succesvol waren in het weerhouden van de barbaren om het rijk binnen te dringen dan in de eerste en tweede eeuw. De reden hiervoor kan ofwel een zwaardere druk van de barbaren geweest zijn, ofwel de gewoonte om grote legers, bestaande uit de beste troepen, dicht bij het centrum van het rijk te houden, waardoor de grensposten te weinig ondersteuning kregen. Verder boete het Romeinse leger begin vijfde eeuw ook in aan slagvaardigheid doordat invallen in het grensgebied niet meer daadkrachtig werden afgestraft.  Dit was een breuk met vroeger, toen aanvallen op Romeinse bodem altijd werden gevolgd door vergeldingsacties van het leger op vijandelijk grondgebied. Pas na een strafexpeditie waarin de vijand zwaar werd afgestraft volgden vredesonderhandelingen.

## Commandostructuur
Het laat Romeinse leger bevatte drie soorten legergroepen: (1) keizerlijke escortelegers ("comitatus praesentales"). Deze waren gewoonlijk gevestigd in de buurt van de hoofdsteden, maar vergezelden de keizers vaak op campagne. (2) Regionale legers ("comitatus”). Deze waren gevestigd in strategische regio's, op of nabij de grenzen. (3) Grenslegers (“exercitus limitanei”). Deze waren gelegerd aan de grenzen zelf.

### Oosten

Commandostructuur van het Oost-Romeinse leger ca. 395 na Christus. Bevelvoering en legeromvang op basis van gegevens in de Notitia dignitatum Orientis.
, zoals gesuggereerd door Jones en Elton. Opgegeven locaties geven de gebruikelijke winterverblijven in deze periode aan.

Commandostructuur van het West-Romeinse leger ca. 410–425. Bevelvoering en legergroottes op basis van gegevens in de Notitia Dignitatum. Gegeven locaties geven gebruikelijke winterkwartieren in deze periode aan.

Het oostelijke deel van de Notitia is gedateerd op ca. 395, bij de dood van Theodosius I. Op dat moment waren er volgens de Notitia in het Oosten twee keizerlijke escortelegers (comitatus praesentales), elk onder bevel van een magister militum praesentalis, de hoogste militaire rang, die rechtstreeks rapporteerde aan de keizer. Deze eenheden bestonden voornamelijk uit palatini. Daarnaast waren er drie locale comitatus, gevestigd in Oost-Illyricum, Thraciae en Oriens, voornamelijk bestaande uit comitatenses troepen. Elk werd bevolen door een magister militum, die eveneens rechtstreeks rapporteerde aan de keizer.
Aan de grenzen opereerden dertien duces die rapporteerde aan de magister militum van hun diocese: (Oost) Illyricum (2 duces'), Thraciae (2), Pontica (1), Oriens (6) en Aegyptum (2).
De oostelijke structuur zoals gepresenteerd in de Notitia bleef grotendeels intact tot het bewind van keizer Justinianus I (525-565).

### Westen
Het westelijke gedeelte van de Notia werd aanzienlijk later voltooid dan zijn oostelijke tegenhanger, ca. 425, nadat het Westen was overspoeld door Germaanse volkeren. Het lijkt er echter op dat het westelijke gedeelte meerdere keren is herzien, in de periode tussen 400-425: bijvoorbeeld de bepalingen voor Britannia moeten dateren van vóór 410, want dat is wanneer wordt aangenomen dat Romeinse troepen zich definitief terugtrokken uit deze provincie. Dit weerspiegelt de verwarring van de tijd. De locaties van legers en bevelvoering veranderden voortdurend om de behoeften van het moment weer te geven. De omvang van de chaos in deze periode wordt geïllustreerd door Heather's analyse van eenheden in het leger van het Westen. Van de 181 comitatus-regimenten die voor 425 werden vermeld, bestonden er slechts 84 vóór 395; en veel regimenten in de comitatus waren eenvoudig opgewaardeerde limitanei-eenheden, wat de vernietiging of ontbinding impliceerde van ongeveer 76 comitatus-regimenten in de periode 395-425. Tegen 460 was het westerse leger grotendeels uiteengevallen.
Als gevolg hiervan vertegenwoordigt het westelijke deel van de Notitia' de westerse legerstructuur niet nauwkeurig zoals die in 395 stond (waarvoor de oostelijke structuur waarschijnlijk een betere gids is).
De westelijke structuur verschilde aanzienlijk van de oostelijke. In het Westen, na 395, had de keizer niet langer het directe bevel over zijn diocesane comitatus-leiders, die in plaats daarvan rapporteerden aan een militaire generalissimo of warlord (het laat-Romeinse equivalent van een pre-industriële Japanse shōgun). Deze abnormale structuur was ontstaan onder invloed van de opperbevelvoerder Stilicho (395–408), die door Theodosius I werd aangesteld als voogd van zijn zoontje, Honorius, die hem in het Westen opvolgde. Na Stilicho's dood in 408 zorgde een opeenvolging van zwakke keizers ervoor dat deze positie voortduurde, onder Stilicho's opvolgers (vooral Aetius en Ricimer), tot de ontbinding van het Westerse rijk in 476.  De opperbevelhebber stond algemeen bekend als de "magister utriusque militiae" (letterlijk "meester van beide diensten", d.w.z. van zowel cavalerie als infanterie). Deze bevelhebber voerde het directe bevel over het enkele maar grote westerse keizerlijke escorteleger (praesentalis) in de buurt van Milaan.
Ondergeschikt aan de opperbevelhebber waren alle diocesane comitatus commandanten in het Westen: Gallië, Britannia, Illyricum (West), Afrika, Tingitania en Hispania. In tegenstelling tot hun oostelijke tegenhangers, die allemaal de rang van 'magister militum' hadden, waren de commandanten van de westerse regionale comitatus allemaal de lagere rang comes rei militaris ('militaire graaf'), behalve de magister equitum per Gallias. Dit was vermoedelijk omdat alle behalve de Gallische comitatus kleiner waren dan de 20-30.000 die doorgaans onder bevel stonden van een 'magister militum.
Volgens de 'Notitia rapporteerden op twee na alle twaalf westerse duces ook rechtstreeks aan de opperbevelhebber en niet aan hun diocesane comes. Dit is echter niet overeenkomstig met de situatie in het Oosten en weerspiegelt waarschijnlijk niet de situatie in 395.

### Scholae
Zowel in het oosten als in het westen bestonden eenheden Scholae, de persoonlijke cavalerie-escorte van de keizers, die buiten de normale militaire commandostructuur vielen. Volgens de Notitia rapporteerden de tribuni (commandanten) van de scholae aan de magister officiorum, een hoge civiele ambtenaar. Dit was echter waarschijnlijk alleen voor administratieve doeleinden. Tijdens de campagne rapporteerde een tribunus scholae waarschijnlijk rechtstreeks aan de keizer zelf.

## Einde van het westelijke leger
Een grondige analyse van militaire eenheden toont aan dat het leger tijdens het bewind van keizer Honorius (395-425) een nadelige uitputtingsslag onderging, die getuigt van een ongekende verslechtering van het centraal gezag over de westelijke provincies. Deze verliezen kunnen het best verklaard worden door de vele usurpaties, militaire onrust, barbaarse invallen en burgeroorlogen die het westelijk rijk in die tijd teisterden. Zo raakte de provincie Brittannië gescheiden van het rijk, terwijl de controle over de buitenste Donau-provincies minimaal geworden was. Ondertussen werden grote delen van Italië, Spanje en Gallië grondig verwoest door burgeroorlogen, opstanden en buitenlandse invallen. Als gevolg hiervan kende het leger een groot verlies aan mankracht dat niet meer goed kon worden aangevuld. Uit een beschrijving van het aantal eenheden uit de Notitia dignitatum blijkt dat van de 181 eenheden die er bij aanvang van Honorius’ bewind in 395 nog waren rond 420 er 76 van verdwenen waren.
Met het verlies van de rijke Afrikaanse provincies als gevolg van de oorlogen met de Vandalen tussen 429 en 456 raakte het West-Romeinse rijk naast de graanleveranties aan de belangrijkste steden haar belastingopbrengsten kwijt, waarmee het dure leger grotendeels van werd bekostigd  Naast de overheid  verloren ook de Romeinse aristocratie veel bezittingen en rijkdom. Werving van nieuwe rekruten werd daardoor problematischer. Door het ontbreken van effectieve fiscale middelen buiten Italia, Natbonensis (de Provence) of Tarraconensis werd het inkomen van iedere volgende keizer aanzienlijk minder en de mogelijkheid om de troepen aan te vullen, vaak afkomstig van barbaarse volken. Het is niet verrassend dat de middelen die gebruikt werden om het leger te betalen, de fiscus barbaricus werd genoemd.

### Warlords en verdere desintegratie van het leger en rijk
In 461 viel het westelijke leger uiteen in afzonderlijke delen. Majorianus (457-461) staat geboekstaafd als de laatste West-Romeinse keizer die de trouw van de keizerlijke troepen in de verschillende rijksdelen Italië, Gallië, Dalmatië en Spanje handhaafde.Toen hij ten val werd gebracht door Ricimer en zijn marionet Libius Severus (461–465) in het purper werd geheven, raakte zij het resterende keizerlijke territorium buiten Italië kwijt. De generaals van de keizerlijke legers in Gallië en Dalmatië, Aegidius en Marcellinus weigerden Severus te erkennen, en kwamen openlijk in opstand. Zij gedroegen zich als warlords en los van het rijk. Dezelfde ontwikkeling deed zich voor bij de Visigotische en Bourgondische foederati, die niet langer  meer het keizerlijk gezag erkenden. Het Italiaanse leger van Ricimer als enige gewapende macht op het schiereiland vervulde voor het politieke centrum van het rijk een cruciale rol. 

### De laatste legers
Nadat keizer Augustulus door Odoacker in 476 werd afgezet bleef het West-Romeinse leger bestaan. In het gebied tussen Loire en Somme evolueerde het leger van Aegidius tot een Gallo-Romeins leger dat na de overwinning van Clovis op Syagrius werd samengevoegd met diens Frankische troepen.  Ditzelfde proces vond in meerdere gebieden van het voormalige rijk plaats. Pas met de verovering van Italia door Theodorik in 493 kwam er definitief einde aan en hield het op te bestaan. 